# プエンテ・デ・バリェカス
プエンテ・デ・バリェカス （Puente de Vallecas）は、スペイン、マドリードの区。

## 地理
北はモラタラス、東はビリャ・デ・バリェカス、南はウセラ、西はアルガンスエラとレティーロと接する。以下の6つの区で構成されている。
- 13.1 - エントレビアス
- 13.2 - サン・ディエゴ
- 13.3 - パロメラス・バハス
- 13.4 - パロメラス・スレステ
- 13.5 - ポルタスゴ
- 13.6 - ヌマンシア

## 交通
- セルカニアス マドリード - C-2号線、C-7号線。アサンブレア・デ・マドリード＝エントレビアス駅、エル・ポソ駅
- マドリード地下鉄 - 1号線